# Skjold (Schiff)

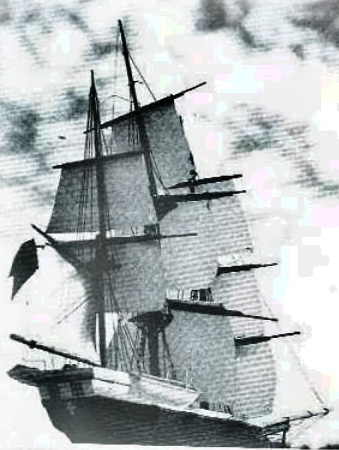
Die Skjold

Die Skjold (oder Skiold) war ein dänisches Vollschiff und wurde 1839 in Sønderborg speziell für den Emigranten-Transport gebaut. Sie hatte eine Größe von 460 Tonnen. Ihr Besitzer war C. Petersen aus Sønderborg. Kapitän Hans Christian Claussen führte das Schiff auf seinen großen Seereisen nach Adelaide 1841 und Nelson (Neuseeland) 1844.

## Bekannte Fahrten
- Altona nach Port Adelaide – 3. Juli 1841 bis 28. Oktober 1841 mit preußischen Emigranten und Pastor Gotthard Fritzsche, welche später in der Nähe von Adelaide siedelten und die Orte Lobethal in den Adelaide Hills sowie Bethanien im Barossa Valley gründeten. 41 der ursprünglich 214 Passagiere überlebten die Überfahrt nicht.
- Port Adelaide nach Batavia – Abfahrt am 22. November 1841
- Hamburg nach Nelson (Neuseeland) – 21. April 1844 bis 1. September 1844 mit deutschen Emigranten.
- Hamburg  nach New York, 1846